# Luis Muñoz Maríns internationella flygplats
Luis Muñoz Maríns internationella flygplats (IATA: SJU, ICAO: TJSJ) öppnades 1955 under namnet Aeropuerto Internacional de Isla Verde. Flygplatsen bytte namn 1985, då den fick dess nuvarande namn. Flygplatsen täcker huvudstaden San Juan i Puerto Rico, där den är den enda internationella flygplatsen.
Även Norwegian Air Shuttle kommer börja flyga från flygplatsen i november 2015 till Skandinavien och London-Gatwick.
Flygplatsen är uppkallad efter den puortoricanska poeten, författaren och politikern Luis Muñoz Marín.